# Ivenrode
Ivenrode ist ein Ortsteil der Gemeinde Altenhausen im Landkreis Börde in Sachsen-Anhalt.

## Geografie
Ivenrode liegt rund sieben Kilometer nördlich von Erxleben im Flechtinger Höhenzug.
Als Wohnplätze der vormaligen Gemeinde Ivenrode war ausgewiesen:
- Bischofswald

## Geschichte

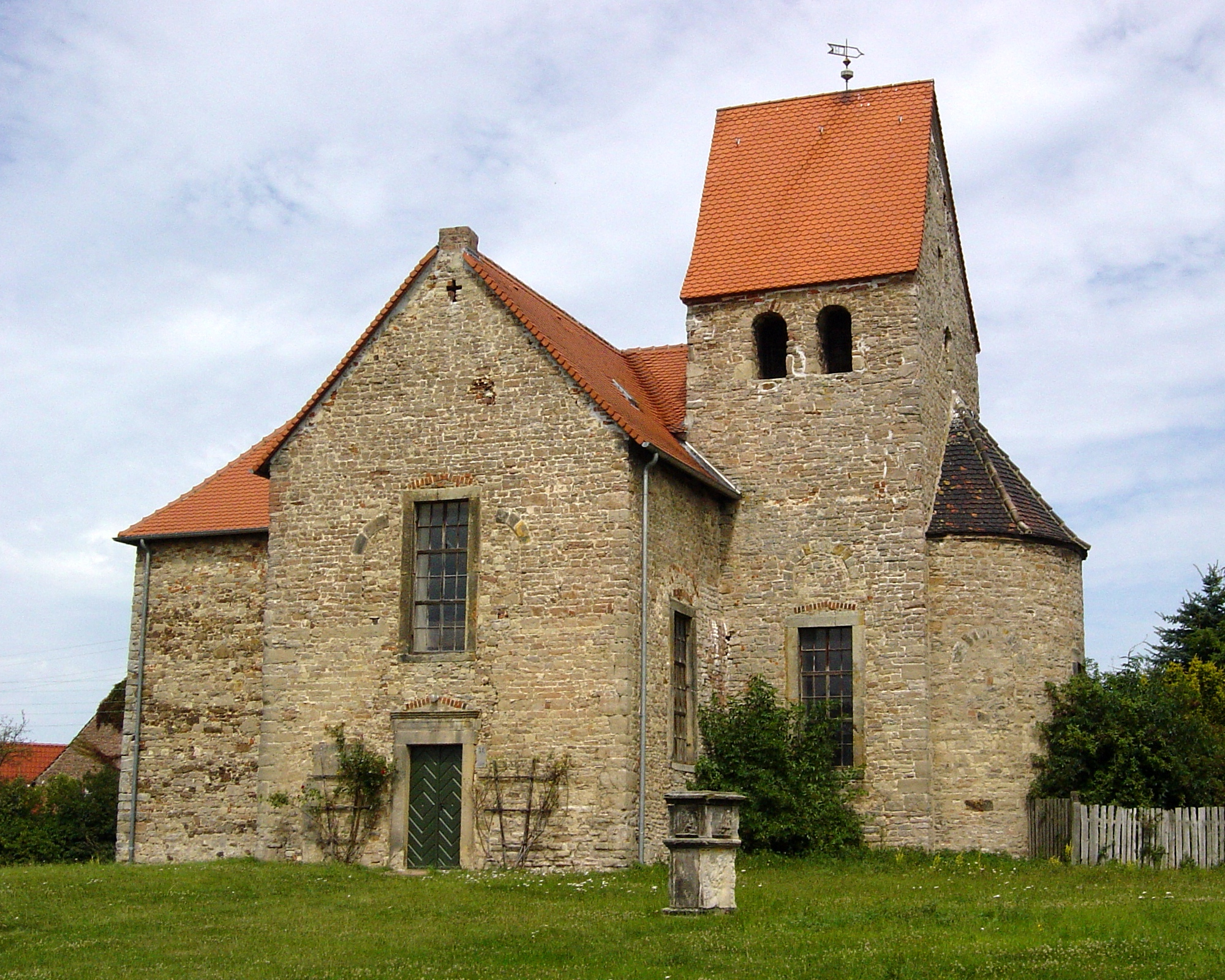
Evangelische Salvator-Kirche

Ivenrode wurde erstmals im Jahr 1358 urkundlich erwähnt.
Am 1. Januar 2010 schlossen sich die bis dahin selbstständigen Gemeinden Ivenrode und Emden mit der Gemeinde Altenhausen zur neuen Gemeinde Altenhausen zusammen.

## Gedenkstätten
- Grabstätte auf dem Ortsfriedhof für einen namentlich bekannten Polen, der während des Zweiten Weltkrieges ein Opfer von Zwangsarbeit wurde

## Wappen und Flagge

Wappen von Ivenrode

Blasonierung: „Schräglinks geteilt Silber und Grün; oben ein grünes Efeublatt, unten ein bewurzelter silberner Stubben mit frisch ausgeschlagenen silbernen Buchenblättern.“
Das Wappen basiert auf einem alten Siegel mit Efeublatt. Gestaltet wurde ein redendes Wappen. Das grüne Efeublatt für Iven- (Ivo) von ivy (englisch, niederdeutsch) = Efeu und ein silberner Stubben für -rode (Rodung). Der Stubben einer Weißbuche deutet auf die Waldungen im Landkreis Börde, in denen der Ort liegt. Die beiden frisch ausgeschlagenen Blätter des Triebs bedeuten, dass Ivenrode wächst und gedeiht.
Das Wappen wurde von der Magdeburger Heraldikerin Erika Fiedler gestaltet und am 16. September 1996 durch das Regierungspräsidium Magdeburg genehmigt.
Die Flagge ist Grün – Weiß gestreift mit aufgelegtem Wappen.

## Wirtschaft und Infrastruktur

### Verkehr
Zur Bundesstraße 1, die Braunschweig mit Magdeburg verbindet, sind es in südlicher Richtung rund sieben Kilometer. Ivenrode liegt unweit der Landesstraße 25, die Erxleben mit Calvörde verbindet. Die Bundesautobahn 2 (Anschlussstelle Eilsleben) wird nach zehn Kilometern erreicht.
Ivenrode liegt an der ausschließlich im Güterverkehr befahrenen Bahnstrecke Haldensleben–Weferlingen.

## Religionen

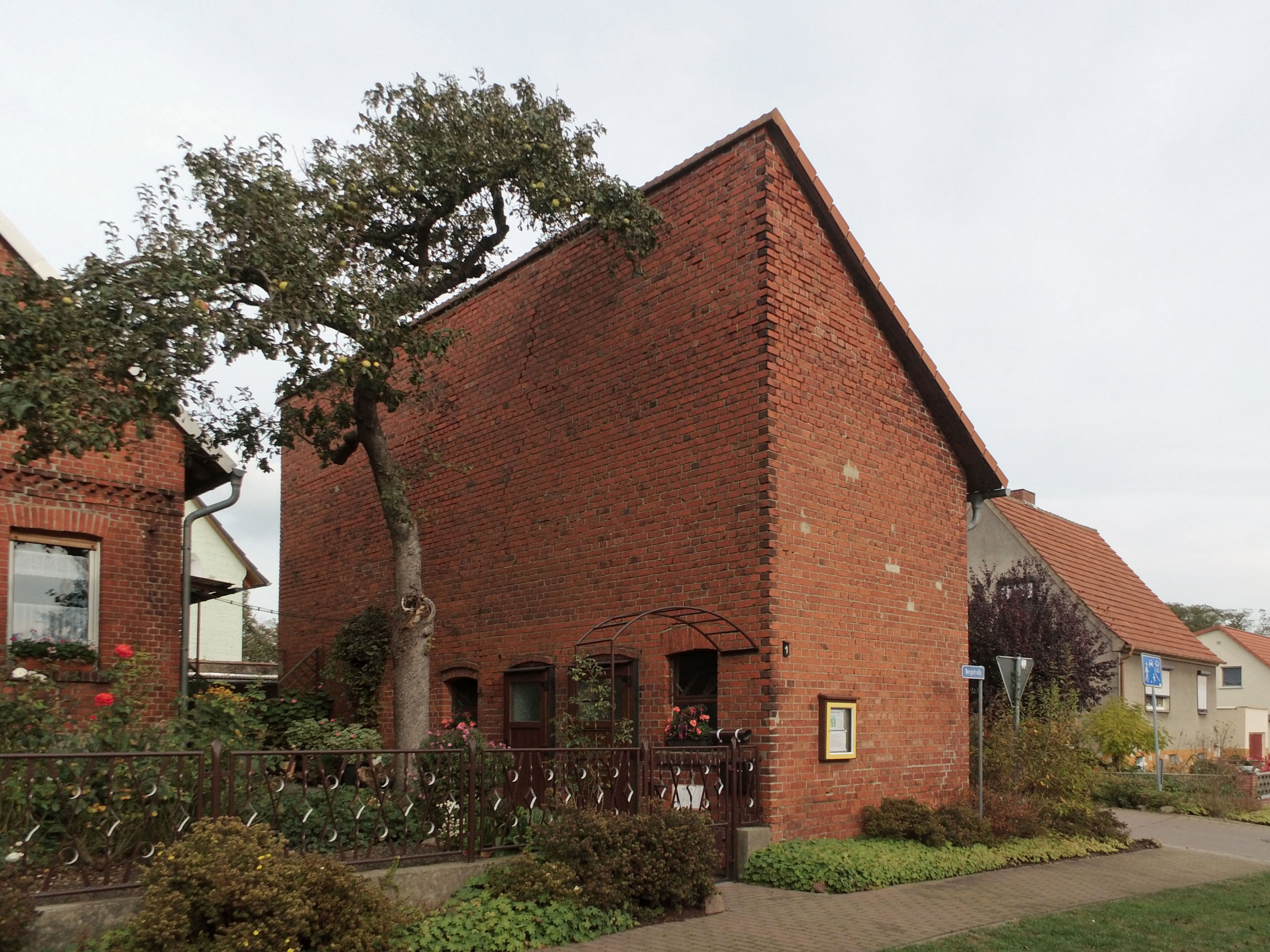
Ehemalige katholische Kapelle

Die romanische Salvator-Kirche stammt aus der Zeit um 1200. Seit der Einführung der Reformation im Jahre 1524 ist sie evangelisch-lutherisch. Heute gehört die Kirche zum Pfarrbereich Bülstringen, in der Region Mitte des Kirchenkreises Haldensleben-Wolmirstedt der Evangelischen Kirche in Mitteldeutschland.
Da sich infolge des Zweiten Weltkriegs durch den Zuzug von Heimatvertriebenen aus den Ostgebieten des Deutschen Reiches wieder Katholiken im seit der Reformation evangelischen Ivenrode angesiedelt hatten, wurde 1960 in einem Stall eine Kapelle eingerichtet. 1990 wurde die Kapelle aufgegeben, da sich die Zahl der Katholiken wieder verringert hatte. Heute sind die Kirchen St. Liborius in Haldensleben und St. Josef und St. Theresia vom Kinde Jesu in Weferlingen in rund dreizehn Kilometer Entfernung die nächstgelegenen katholischen Gotteshäuser.

## Persönlichkeiten
- Helmut Lamprecht (* 1925 Ivenrode; † 1997 Bremen), deutscher Rundfunkredakteur und Lyriker

## Sehenswürdigkeiten
- Eiche bei Bischofswald mit einem Brusthöhenumfang von 7,90 m.[6]